# (37301) 2001 CA39
2001 CA39 (asteroide 37301) é um asteroide troiano de Júpiter. Possui uma excentricidade de 0.05319460 e uma inclinação de 20.35299º.
Este asteroide foi descoberto no dia 13 de fevereiro de 2001 por LINEAR em Socorro.